# Bill Baty
Bill Baty (* 1933 in Whickham (Tyne and Wear); † 6. Dezember 2015 ebenda) war ein britischer Radrennfahrer und nationaler Meister im Radsport.

## Sportliche Laufbahn
Baty war im Straßenradsport aktiv. 1959 siegte er in der nationalen Meisterschaft im Straßenrennen der Amateure vor Bill Bradley. 1958 hatte er bereits die Meisterschaft des Verbandes B.L.R.C. gewonnen. In der Tour of Britain kam er auf den 15. Rang der Gesamtwertung. 
1955 startete er in der Internationalen Friedensfahrt und belegte den 77. Platz. 1959 wurde er in der Tour of Scotland Fünfter. 1960 holte er in der Tour of Britain einen Etappensieg. Das Etappenrennen Tour of the Border entschied er 1961 für sich. Während seiner bis 1963 andauernden Karriere gewann er eine Reihe britischer Eintagesrennen wie den Solihull Grand Prix 1959 und einige kürzere Rundfahrten. In Kontinentaleuropa hatte er keine Erfolge.
Bei den UCI-Straßen-Weltmeisterschaften 1954 belegte Baty den 50. Platz.